# جائزة البرازيل الكبرى 1994
جائزة البرازيل الكبرى 1994 هو سباق فورمولا 1 أقيم بتاريخ 27 مارس 1994 في حلبة جوزيه كارلوس بيس للسيارات، البرازيل. كان الأول من أصل 16 في بطولة العالم لسباقات الفورمولا واحد موسم 1994. حلّ الألماني مايكل شوماخر أولا بينما جاء البريطاني دايمون هيل في المركز الثاني وحصل على المركز الثالث الفرنسي جان إليزي.